# Found footage
Found footage (v angličtině nalezený záznam) je termín, který v kinematografii označuje filmový styl s charakteristickými vlastnostmi.

## Vlastnosti
- na začátku zpravidla obsahuje krátký úvod, který vysvětluje, že bude následovat sestřih nalezené stopáže, dále za jakých okolností byl tento materiál nalezen a komu patřil.
- celý nebo téměř celý následující děj je prezentován jako sled nebo sestřih této nalezené stopáže
- filmy tohoto stylu jsou zpravidla horory a thrillery, které mohou mít prvky mysteriózna či sci-fi
- autor nalezené stopáže zpravidla zmizel beze stop a jeho tělo nebylo nalezeno, popř. byl zabit nebo byly nalezeny jen jeho ostatky
- nalezená stopáž může být kombinována se záběry z bezpečnostních kamer, webkamer, CCTV apod.
- záběry jsou téměř bez výjimek amatérské, „z první osoby“, roztřesené, aby byly co nejvíce autentické

Found footage je přístup, který by se dal zařadit k post-moderně; objevuje se až od 80. let 20. století; zpočátku se vyskytoval u experimentálního a amatérského filmu, ale objevilo se i několik filmů tohoto stylu s komerčním rozpočtem.

## Příklady filmů
- Záhada Blair Witch (1999)
- Paranormal Activity (2007)
- REC (2007)
- Cloverfield (2008)
- District 9 (2009)[1]
- Apollo 18 (2011)
- Zpráva o Europě (2013)[1]

## V hudbě a VJingu
V hudbě, hudebních klipech a zejména ve VJingu se pod pojmem found footage rozumí pohyblivé obrazy, které VJové vyhledali v archivech nebo (často náhodně) nagrabovali z právě vysílaných vybraných programů v televizi – pro zpracování do VJ performance. Pro nezávislou scénu může mít získávání takových materiálů problematické z hlediska autorských práv, rozšiřující alternativou pak bývá použití archivů s materiálem pod Creative Commons.